# Lёd 2
Lёd 2 (Лёд 2) è un film del 2020 diretto da Žora Kryžovnikov.

## Trama
La pattinatrice artistica Nadja ha sposato la giocatrice di hockey Saša e ora vogliono avere un bambino. Ma sarà molto costoso.